# Мікроблогінг
Мікроблогінг — вид блогінгу, який дозволяє користувачам публікувати короткі текстові чи фото/відео матеріали. Дописи в мікроблозі можуть бути прочитані або усіма, або ж обмеженим колом людей, яким користувач дозволяє читати свій мікроблог. Дописи можуть додаватися як традиційним способом — через вебсайт служби мікроблогів, або ж за допомогою SMS/MMS, електронною поштою чи через служби миттєвих повідомлень. Найпопулярнішим сервісом мікроблогінгу є Twitter, чий зокрема літературний сегмент породив такий різновид короткотекстової літератури, як твіттература (англ. Twitterature).
Мікроблог відрізняється від звичайного блогу тим, що дописи в ньому є набагато меншими — складаються з кількох слів чи речень, містять одне фото чи медіафайл. Мета ведення мікроблогу — інформувати своїх друзів чи колег про події, які відбуваються в житті користувача.
Служби мікроблогів фактично є соціальними мережами — вони дозволяють користувачам «стежити» одне за одним, тому на головній сторінці користувача в режимі реального часу відображаються дописи від усіх, за ким він стежить. Нові дописи користувача відразу стають видимими тим користувачам, які слідкують за ним. Проте, на відміну від соціальних мереж, для того, щоби «стежити» за іншим користувачем, він не повинен підтверджувати «дружбу». Тому кількість тих, хто стежить може відрізнятися від кількості тих, за ким стежать. Популярні мікроблоги можуть мати десятки тисяч послідовників, в той час як вони можуть стежити лише за кількома іншими учасниками.
На відміну від звичайних блогів, служби мікроблогів, як правило, не передбачають можливості писати коментарі до дописів; натомість, користувач може «відповісти» на певний допис іншого користувача, написавши свій допис «у відповідь». Як правило, дописи «у відповідь» на своєму початку містять символ '@', після якого відразу пишеться ім'я користувача (нік). Також дописи у мікроблогах, як правило, не редагуються; користувач може лише видалити свої попередні дописи.
Іншою відмінністю мікроблогу є те, що він не має категорій для дописів. Проте служби мікроблогів дозволяють публікувати дописи на певну тему, для цього перед словом-темою ставиться знак решітки '#' (так званий хештег).